# Saint-Sauveur-de-Montagut
Saint-Sauveur-de-Montagut ist eine französische Gemeinde mit 1112 Einwohnern (Stand 1. Januar 2022) in der Region Auvergne-Rhône-Alpes. Sie liegt im Département Ardèche. Ihre Bewohner werden Montagutiens (es) genannt.

## Geographie

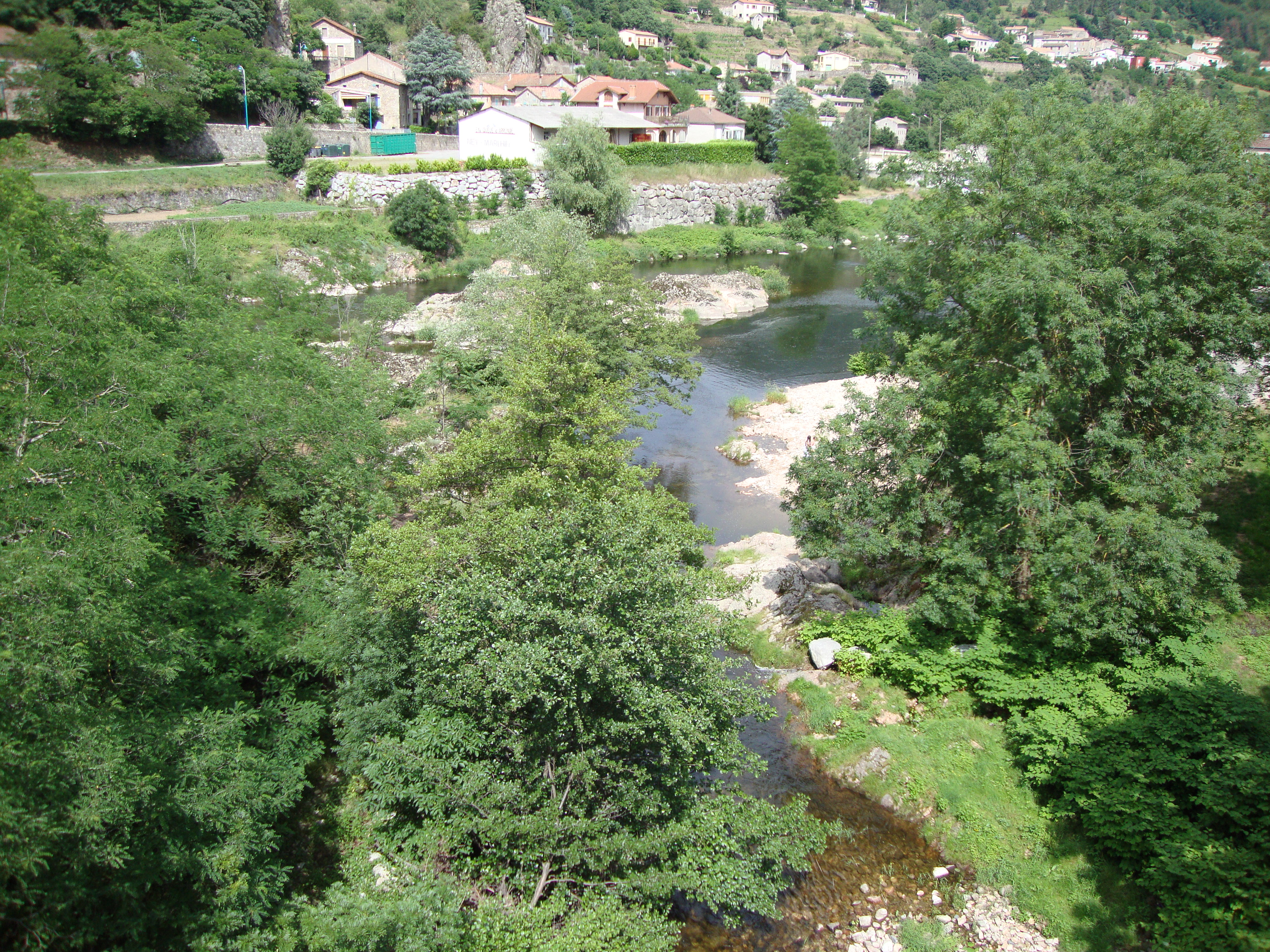
Die Glueyre mündet in den Eyrieux

Die Gemeinde Saint-Sauveur-de-Montagut befindet sich im Gebirgsmassiv der Cevennen im Tal des Eyrieux. Die Flüsse Glueyre und Auzène münden auf dem Gemeindegebiet in den Eyrieux.